# Poa palustris
La fienarola palustre o fienarola delle paludi (Poa palustris L.) è una pianta della famiglia delle Poaceae.

## Distribuzione e habitat
Specie nativa dell'Asia, Europa e Nord America.

## Usi
È usata spesso per il rimboschimento e il controllo dell'erosione del suolo.